# Guanosinedifosfaat
Guanosinedifosfaat of GDP is een ribonucleotide die is opgebouwd uit het nucleobase guanine, het monosacharide ribose en twee fosfaatgroepen. 

## Biochemische functies
Guanosinedifosfaat speelt als cellulaire energiedrager en als afbraakproduct van guanosinetrifosfaat (GTP) een belangrijke rol. GDP ontstaat door hydrolyse van GTP door GTPasen. Het zorgt voor de desactivering van het G-proteïne, een enzym dat in geactiveerde toestand zorgt voor signaaltransductie in en tussen de cellen. GDP kan binden aan het α-deel en op deze manier het enzym desactiveren.
GDP kan opnieuw worden omgezet naar GTP door een gekoppelde reactie met fosfoenolpyruvaat en het enzym pyruvaatkinase.